# Последнее королевство: Семь королей должны умереть
«Последнее королевство: Семь королей должны умереть» (англ. The Last Kingdom: Seven Kings Must Die) — британский исторический фильм 2023 года режиссёра Эда Базалджетта, спин-офф сериала «Последнее королевство». Утреда Беббанбургского в нём сыграл, как и в сериале, Александр Дреймон.

## Сюжет
Действие фильма происходит в раннесредневековой Англии и охватывает события от смерти короля Уэссекса Эдуарда Старшего в 924 году до битвы при Брунанбурге в 937. Главным героем, как и в сериале «Последнее королевство», является знатный сакс Утред Беббанбургский, воспитанный норвежским ярлом. В романах Бернарда Корнуэлла, которые легли в основу сценария «Последнего королевства», упоминается несбывшееся пророчество о гибели семи королей из-за злой колдуньи, которое становится основным лейтмотивом фильма.
Постаревший, но сохранивший воинские навыки и авторитет Утред соглашается поддержать короля Этельстана, стремящегося объединить Англию и покорить соседние королевства. Однако позже он видит, что король под влиянием своего советника и тайного любовника дана Ингимундра начинает нарушать клятвы и жестоко расправляться с врагами. Из-за конфликта с Этельстаном Утред лишается своих земель и замка Беббанбург, ему приходится присоединиться к вторгшимся в Англию данам во главе с конунгом Дублина Олавом. Последний поручает Утреду проникнуть в Уинчестер и убить Этельстана, но тот, заметив в лагере викингов Ингимундра, переходит на сторону короля Уэссекса.
Собрав соратников, Утред присоединяется к королевской армии у Брунанбурга, где сражается с данами и их союзниками из Шотландии, с Оркнейских, Шетландских островов и острова Мэн. В кровопролитной битве гибнут два короля и пять наследных принцев, Утред получает смертельную рану. Друзья привозят его в родовой замок, перед смертью он берёт с бездетного Этельстана клятву, что тот сделает своим наследником единокровного брата Эдмунда.
В финальной сцене язычник Утред на глазах короля и собравшихся гостей вступает в раскрывшиеся перед ним врата Вальгаллы, где за роскошным столом шумно и весело пируют давно погибшие Рагнар, Брида, Хэстен, Убба, Клаппа и другие герои «Последнего королевства».

## Главный герой
Вслед за Бернардом Корнуэллом, автором положенных в основу сценария «Саксонских хроник», создатели как фильма, так и многосерийного телепроекта выводят Утреда Беббанбургского ключевым персонажем, который на протяжении своей почти 90-летней жизни фактически не стареет и всегда выживает после тяжелейших ран. Появившись на свет около 850 года, он участвует практически во всех известных событиях правления Альфреда Великого (871—901), а также его сына и внуков, и к 937 году, когда происходит Брунанбургская битва, должен уже выглядеть дряхлым и немощным старцем. Вместо этого перед зрителями предстаёт хотя и немного поседевший, но всё ещё физически крепкий и ловкий в сражениях воин, славная гибель которого символически подводит итог многолетней борьбе Уэссекских королей за объединение страны.

## В ролях
- Александр Дреймон — Утред Беббанбургский
- Гарри Джилби — Этельстан, сын Эдуарда Старшего, король Англии
- Эван Хоррокс — Этельвирд, единокровный брат Этельстана
- Зак Сатклифф — Эдмунд I, младший единокровный брат Этельстана
- Лори Дэвидсон — Ингимундр, советник и тайный любовник Этельстана
- Марк Роули — Финан, ирландский воин, друг и соратник Утреда
- Арнас Федаравичюс — Ситрик, воин-дан, друг и соратник Утреда
- Джейкоб Дадман — Осберт, сын Утреда
- Илона Чевакова — Ингрит, пророчица, жена Финана
- Каван Клеркин — отец Пирлиг
- Джеймс Норкот — эрл Алдхельм
- Элейн Кэссиди — Эдгива Кентская
- Стефан Родри — Хивел ап Каделл, король Дехейбарта
- Род Халлет — Константин I, король Шотландии
- Росс Андерсон — Домнал, шотландский принц, племянник Константина
- Джон Бьюик — Эоган I, король Стратклайда
- Пекка Странг — Олаф Гутфритссон, конунг Дублина
- Ингрид Гарсия-Йонссон — Бранд, данская женщина-берсерк

## Создание и оценки
Фильм был анонсирован 25 октября 2021 года. Съёмки начались в Будапеште весной 2022 года, незадолго до выхода финального сезона «Последнего королевства». Главного героя, Утреда Беббанбургского, сыграл, как и в сериале, Александр Дреймон. При этом в картине появились и новые актёры. 14 апреля 2023 года начался релиз фильма на сайте Netflix.
На сайте-агрегаторе рецензий Rotten Tomatoes фильм получил рейтинг одобрения 82 % со средней оценкой 7,1 из 10. На сайте Metacritic он был оценён на 48 баллов из 100, что указывает на «смешанные или средние отзывы». Лесли Фелперин из The Guardian написала в своей рецензии, что в фильме «тонна сюжета плотно втиснута в хронометраж», но режиссёр «эффективно управляет повествованием». Джо Берри из Digital Spy охарактеризовал картину как «прекрасно снятый приключенческий боевик». Кэтрин Брей из Variety высоко оценила актёрскую работу Пекки Стрэнга. По её мнению, «Последнее королевство» — «вероятно, не тот фильм, который привлечёт много людей за пределами существующей базы поклонников сериала», но он интересен своим подходом к темам религии, сексуальности и культурного многообразия.